# Архиепархия Пелузия
Архиепархия Пелузия (лат. Archidioecesis Pelusiotana) —  титулярная архиепархия Римско-Католической церкви с центром в античном городе Пелузий.

## История
Античный Пелузий находился в римской провинции Августамника византийского Египта. Сегодня город Пелузий идентифицируется с руинами Tель эль-Фарама. Пелузий был местом античной архиепископской кафедры и входил в территорию Александрийского патриархата. В митрополию Пелузия входили епархии Афнеума и Дамиаты.
С 1884 года архиепархия Пелузия является титулярной архиепархией Римско-Католической церкви. С 10 апреля 1965 года архиепархия Пелузия является вакантной.

## Архиепископы
- Каллиник;
- Дорофей (325);
- Марк (335);
- Аммоний (404);
- Евсевий (431—457);
- Георгий (538—551).

## Титулярные архиепископы
- Хосеп Садок Алемани-и-Кониль (28.12.1884 — 14.04.1888);
- Guido Corbelli (9.10.1888 — 22.06.1896);
- Giovanni Nepomuceno Glavina (3.12.1896 — 1899);
- Alphonse-Martin Larue (14.12.1899 — 1.05.1903);
- Theodor Kohn (10.06.1904 — 3.12.1915);
- John Francis Regis Canevin (9.01.1921 — 22.03.1927);
- Plácido Ángel Rey de Lemos (30.07.1927 — 12.02.1941);
- José Ignacio López Umaña (15.03.1942 — 13.11.1943);
- Patrick Mary O’Donnell (8.11.1948 — 10.04.1965);
  - вакансия.

## Источник
- Pius Bonifacius Gams, Series episcoporum Ecclesiae Catholicae Архивная копия от 26 июня 2015 на Wayback Machine, Leipzig 1931, стр. 460  (лат.)
- Michel Lequien, Oriens christianus in quatuor Patriarchatus digestus Архивная копия от 7 августа 2017 на Wayback Machine, Parigi 1740, Tomo II, coll. 531—534  (лат.)